# Dorothea (prénom)
Pour les articles homonymes, voir Dorothea.
Dorothea (aussi Dorothée ou Dorotea) est un prénom féminin provenant du grec Dōrothéa (Δωροθέα) et signifiant cadeau de Dieu.

## Prénom
- Pour l'ensemble des articles sur les personnes portant ce prénom, consulter :
  - la liste des articles dont le titre commence par ce prénom
  - les listes produites par Wikidata : Liste des personnes de prénom « Dorothea » — même liste en incluant les éventuels prénoms composés qui contiennent « Dorothea ».
- Dorothea Baird (1875-1933), comédienne anglaise
- Dorothea Bate (1878-1951), paléontologue britannique
- Dorothea Beale (1831-1906), pédagogue britannique
- Dorothea Bennett (née en 1924), femme de lettres et scénariste britannique
- Dorothea Binz (1920-1947), responsable nazi de camp de concentration
- Dorothea Blostein, informaticienne canadienne
- Dorothea Brooking (en) (1916-1999), productrice et réalisatrice anglaise
- Dorothea Conyers (1869-1949), romancière irlandaise
- Dorothea Dix (1802-1887), militante américaine pour les handicapés mentaux
- Dorothea Douglass Chambers (1878-1960), joueuse britannique de tennis
- Dorothea Dunckel (en) (1799-1878), poétesse et traductrice suédoise
- Dorothea Erxleben (1715-1762), médecin et féministe allemande
- Dorothea Fairbridge (1862-1931), romancière sud-africaine
- Dorothea Anne Franchi (1920-2003), pianiste et harpiste néo-zélandaise
- Dorothea Gerard (en) (1855-1915), nouvelliste et écrivaine écossaise
- Dorothea Maria Graff (1678-1743), peintre et illustratrice allemande
- Dorothea Grünzweig (née en 1952), écrivaine allemande
- Dorothea Hochleitner (1925-2012), skieuse alpine autrichienne
- Dorothea Hoffman (en) (morte en 1710), chapelière suédoise
- Dorothea Jordan (1761-1816), actrice anglo-irlandaise
- Dorothea Kalpakidou (en) (née en 1983), athlète grec spécialiste du lancer du disque
- Dorothea Klumpke (1861-1942), astronome américaine
- Dorothea Krag (en) (1675-1754), aristocrate et maîtresse de poste danoise
- Dorothea Krook-Gilead (1920-1989), femme de lettres israélienne
- Dorothea Lange (1895-1965), photographe américaine
- Dorothea Lasky (en) (née en 1978), poétesse américaine
- Dorothea Maria Lösch (en) (1730-1799), maîtresse de marine suédoise
- Dorothea Mackellar (1885-1968), poétesse et écrivaine australienne
- Dorothea Macnee (en) (1896-1984), femme mondaine britannique
- Dorothea Neff (1903-1986), actrice autrichienne
- Dorothea Nicolai (née en 1962), décoratrice et auteure allemande
- Dorothea Ostrelska (en) (fl. 1577), naine de cour polonaise
- Dorothea Puente (1929-2011), tueuse en série américaine
- Dorothea Röschmann (née en 1967), soprano allemande
- Dorothea Rust (née en 1955), danseuse suisse
- Dorothea Seror (née en 1961), artiste contemporaine allemande
- Dorothea Tanning (1910-2012), artiste et peintre américaine
- Dorothea Veit (1764-1839), intellectuelle et traductrice prussienne
- Dorothea Viehmann (1755-1816), conteuse allemande
- Dorothea von Benckendorff (1785-1857), aristocrate russe
- Dorothea Waley Singer (1882-1964), historienne des sciences britannique
- Dorothea Wendling (1736-1811), cantatrice allemande
- Dorothea Wieck (1908-1986), actrice allemande
- Dorothea Wierer (née en 1990), biathlète italienne
- Dorothea Wyss (1430/32-après 1487), épouse de Nicolas de Flue, saint patron de Suisse

### Deuxième prénom
- Angela Dorothea Merkel (née en 1954), chancelière fédérale d'Allemagne
- Christina Doreothea Stuart (en) (morte après 1774), danseuse et équilibriste norvégienne
- Johanna Dorothea Lindenaer (en) (1664-1737), écrivaine et traductrice néerlandaise